# HEAT WAVER
『HEAT WAVER』（ヒート・ウェイバー）は、1998年発売のTUBE18作目のオリジナル・アルバム。2003年7月2日にSony Music Associated Recordsより再発売された。（規格品番はAICL 1469）

## 概要
先行シングル「-花火-」「-純情-」のC/W曲を含むタイアップも多いベスト的要素の強いアルバムとなった。本作は他のアルバムと違い、TUBEの得意とする「夏」「爽快」のほかにラテン系の楽曲やバラード、ハワイアンなどといった夏は夏でも海や太陽といった部分からはかけ離れた感じであり、ハードロックがやや強めの作品と仕上がっている。
裏腹に次作『「Blue Reef』（1999年）では元の爽快な楽曲になっている。
14曲目の「人類のために乾杯!」は松本が「スターリョージ」としてボーカルを務め、サビのボーカルは前田が務め松本はコーラスを担当している。野外ライブ『TUBE LIVE AROUND SPECIAL '98 HEAT WAVER」では松本が「スターリョージ」として来日し、大量のリョージファンが流れ込むといった映像が曲前に紹介された。
本作のキャッチフレーズは「あつぅ～。」「この夏一番熱いCDだよ。」ちなみに、MD盤では「この夏一番熱いMDだよ。」となっている。
前作「Bravo!」同様初回盤携帯ストラップ（赤・青・水色・黄・緑）付。
本作発売後恒例の野外ライブツアー「明治生命夢age XXI　TUBE LIVE AROUND SPECIAL ’98　HEAT WAVER」が横浜スタジアム、ナゴヤ球場、阪神甲子園球場の3ヶ所で開催され、そのライブの模様は1998年11月21日に発売された映像作品『TUBE LIVE AROUND SPECIAL '98 HEAT WAVER』で観賞可能。

## 収録曲
| 全作詞: 前田亘輝、全編曲: TUBE。 |                                      |           |          |      |
| #                                | タイトル                             | 作詞      | 作曲     | 時間 |
| 1.                               | 「-花火-」                           | 前田亘輝  | 春畑道哉 | 3:55 |
| 2.                               | 「-純情-」                           | 前田亘輝  | 春畑道哉 | 3:54 |
| 3.                               | 「MENTHOL HEAVEN」                   | 前田亘輝  | 春畑道哉 | 3:43 |
| 4.                               | 「旅人の詩」                         | 前田亘輝  | 春畑道哉 | 3:55 |
| 5.                               | 「Yes, I Know」                      | 前田亘輝  | 春畑道哉 | 5:26 |
| 6.                               | 「Myself Yourself」                  | 前田亘輝  | 春畑道哉 | 5:30 |
| 7.                               | 「MAHALO a ALOHA」                   | 前田亘輝  | 春畑道哉 | 3:47 |
| 8.                               | 「この夏一番熱い Love Song」         | 前田亘輝  | 春畑道哉 | 4:06 |
| 9.                               | 「虹の出ない雨上がり」               | 前田亘輝  | 春畑道哉 | 4:33 |
| 10.                              | 「Get Wild Love」                    | 前田亘輝  | 春畑道哉 | 4:26 |
| 11.                              | 「罠 [wanna]」                       | 前田亘輝  | 春畑道哉 | 4:39 |
| 12.                              | 「Another Song」                     | 前田亘輝  | 春畑道哉 | 3:47 |
| 13.                              | 「On The Boardwalk（Instrumental）」 | 前田亘輝  | 春畑道哉 | 1:46 |
| 14.                              | 「人類のために乾杯!」                | 前田亘輝  | 松本玲二 | 4:42 |
| 合計時間:                        | 合計時間:                            | 合計時間: | 58:09    |      |

## タイアップ
-花火-
- 日本テレビ系「'98劇空間プロ野球」イメージソング。

-純情-
- クラフトフーズ「切れてるチーズ」CMソング。

MENTHOL HEAVEN
- SUZUKI「ニューエスクード」CMソング。

Yes, I Know
- 明治生命CMソング。

この夏一番熱い Love Song
- 明治生命「春季キャンペーン」CMソング。

Get Wild Love
- Jリーグ「コダックオールスターサッカー」テーマソング。

罠 [wanna]
- POLA「サザンコールアクト」CMソング。